# Ylämaa
Ylämaa est une ancienne municipalité  du sud-est de la Finlande.  
La commune devient le quartier de Lappeenranta numéro 101, au début 2010.

## Géographie
Ylämaa est adossée à la frontière russe, vers laquelle toutes les petites rivières de la commune s'écoulent. Elle est largement forestière et compte des dizaines de petits lacs.
Les municipalités voisines étaient Lappeenranta au nord, Luumäki au nord-ouest et Miehikkälä au sud-ouest.

## Histoire
La commune était de création récente. Elle n'avait été fondée qu'en 1925 à partir de la commune de Säkkijärvi. La guerre d'Hiver éclate 14 ans après, Säkkijärvi est annexée à 90 % par l'URSS avec une petite partie de la commune d'Ylämaa (12,2 km2). Une nouvelle ligne de fortifications, le Salpalinja, est construite mais passe à l'ouest du village, le laissant sans protection contre une éventuelle offensive soviétique. Celle-ci n'aura pas lieu, car en 1941 les Finlandais passent à l'offensive. C'est la Guerre de Continuation. En 1946, à la suite de la défaite finlandaise, la frontière revient à son tracé de 1939. Ylämaa perd quelques centaines d'hectares mais se voit rattacher deux villages non annexés appartenant aux communes dissoutes de Säkkijärvi et Vahviala.
Ylämaa est paisible, et malgré sa longue frontière ne compte toujours pas de poste-frontière avec la Russie et peine à retenir ses habitants.

## Économie

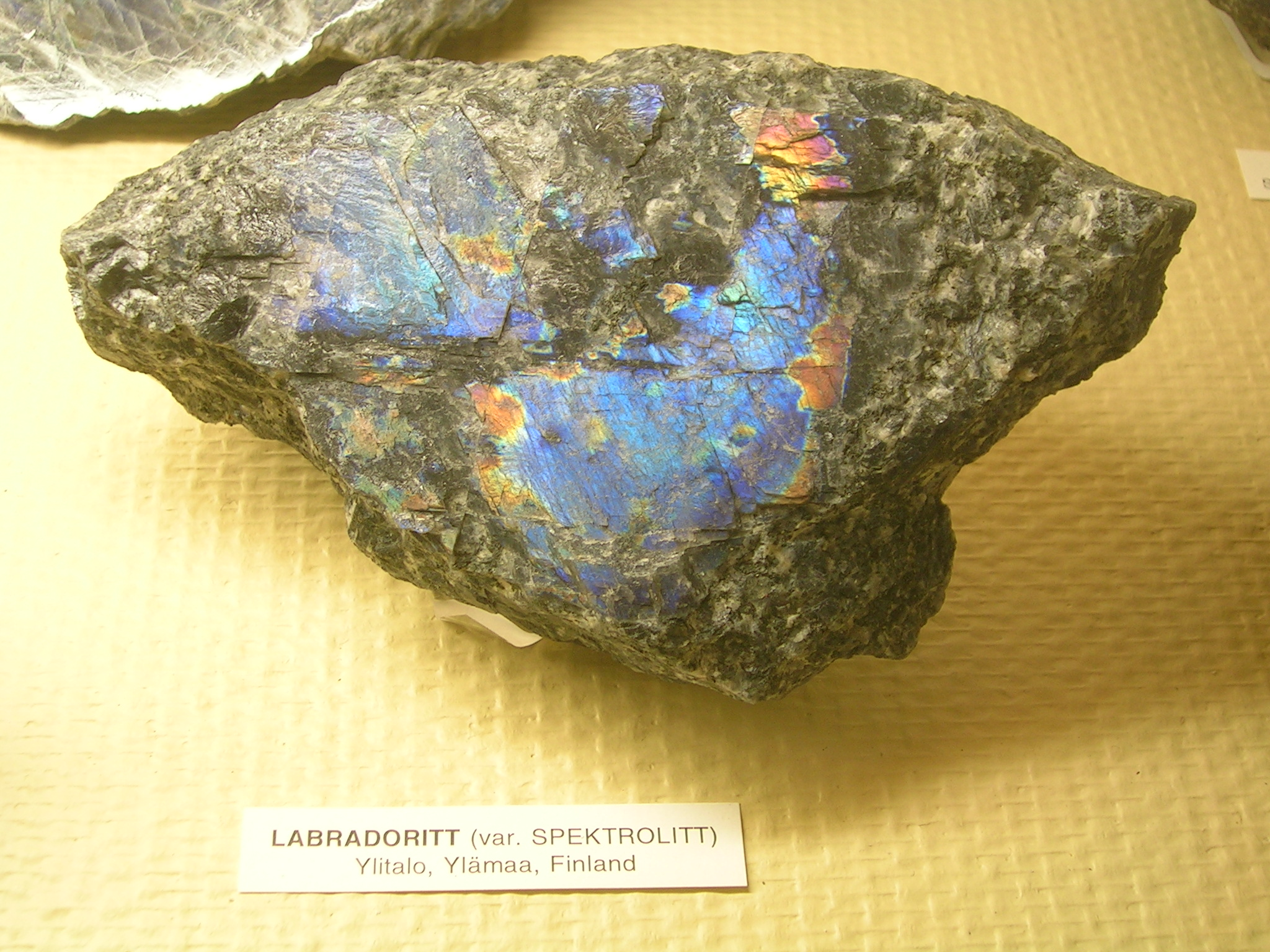
Spectrolite

Au décours de la dernière guerre[Quoi ?] le minéralogiste Aarne Laitakari (1890—1975), a décrit un gisement de labradorite qui a la particularité de présenter une adularescence vive. Le nom commercial de spectrolite a été donné à cette pierre fine.
Aujourd'hui 40 entreprises se partagent le marché à Ylämaa, et la pierre est de loin la principale attraction touristique de la municipalité.
En dehors de la spectrolite, le granite est aussi exploité.